# Hyphoporus geetae
Hyphoporus geetae är en skalbaggsart som beskrevs av Vazirani 1969. Hyphoporus geetae ingår i släktet Hyphoporus och familjen dykare. Inga underarter finns listade i Catalogue of Life.